# 嘉部恵梨奈
嘉部 恵梨奈（かべ えりな、1985年10月11日 - ）は、長野県出身の女子スキージャンプ選手である。長野県飯山北高等学校、青山学院大学卒業。ゼビオ所属。2012年2月26日、第83回宮様スキー大会ラージヒルを最後に引退を発表。

## 主な成績
- 2005年

全日本学生スキー選手権大会ノルディックスキー・スペシャルジャンプ:女子の部優勝
NHK杯ジャンプ大会:女子の部優勝
TVh杯ジャンプ大会:女子の部優勝
- 2006年

全日本学生スキー選手権大会ノルディックスキー・スペシャルジャンプ:女子の部優勝
- 2007年

冬季ユニバーシアード:女子の部3位